# Jeanne Korevaar
Pour les articles homonymes, voir Korevaar.
Jeanne Korevaar, née le 24 septembre 1996 à Groot-Ammers, est une coureuse cycliste néerlandaise.

## Biographie
Elle fait partie d'une famille cycliste, ses deux parents et son frère Merijn pratiquant également ce sport. Elle commence à l'âge de huit ans. Elle étudie la science du sport et habite depuis lors dans les environs d'Amsterdam. Elle se dit très croyante.
En 2013, chez les juniors (17/18 ans), elle termine troisième du contre-la-montre du championnat des Pays-Pas. Elle est sélectionnée pour les championnats du monde sur route 2013 et termine dixième de la course en ligne. L'année suivante, elle devient membre de l'équipe Jan van Arckel. Elle participe de nouveau aux championnats du monde juniors et se classe septième au sprint alors qu'il ne s'agit pas d'un de ses points forts.
Elle signe un accord avec l'équipe Rabo Liv en 2014, une formation avec qui elle restera jusqu'en décembre 2023. Elle doit à l'origine rentrer dans les rangs professionnels en août 2015, mais l'échéance est avancée à juin,. Elle ne participe cependant qu'à peu de courses avec la formation. Elle court au Tour de Thuringe sous le maillot de la sélection nationale néerlandaise.
En 2018, elle gagne au sprint la deuxième étape du Tour de Belgique et termine meilleure jeune du Boels Ladies Tour, une course du World Tour. Sur les classiques WorldTour, elle se classe huitième des Trois Jours de La Panne 2018. En fin de saison, elle est également sélectionnée pour les championnats du monde au sein de l'équipe nationale qui est très concurrentielle. 

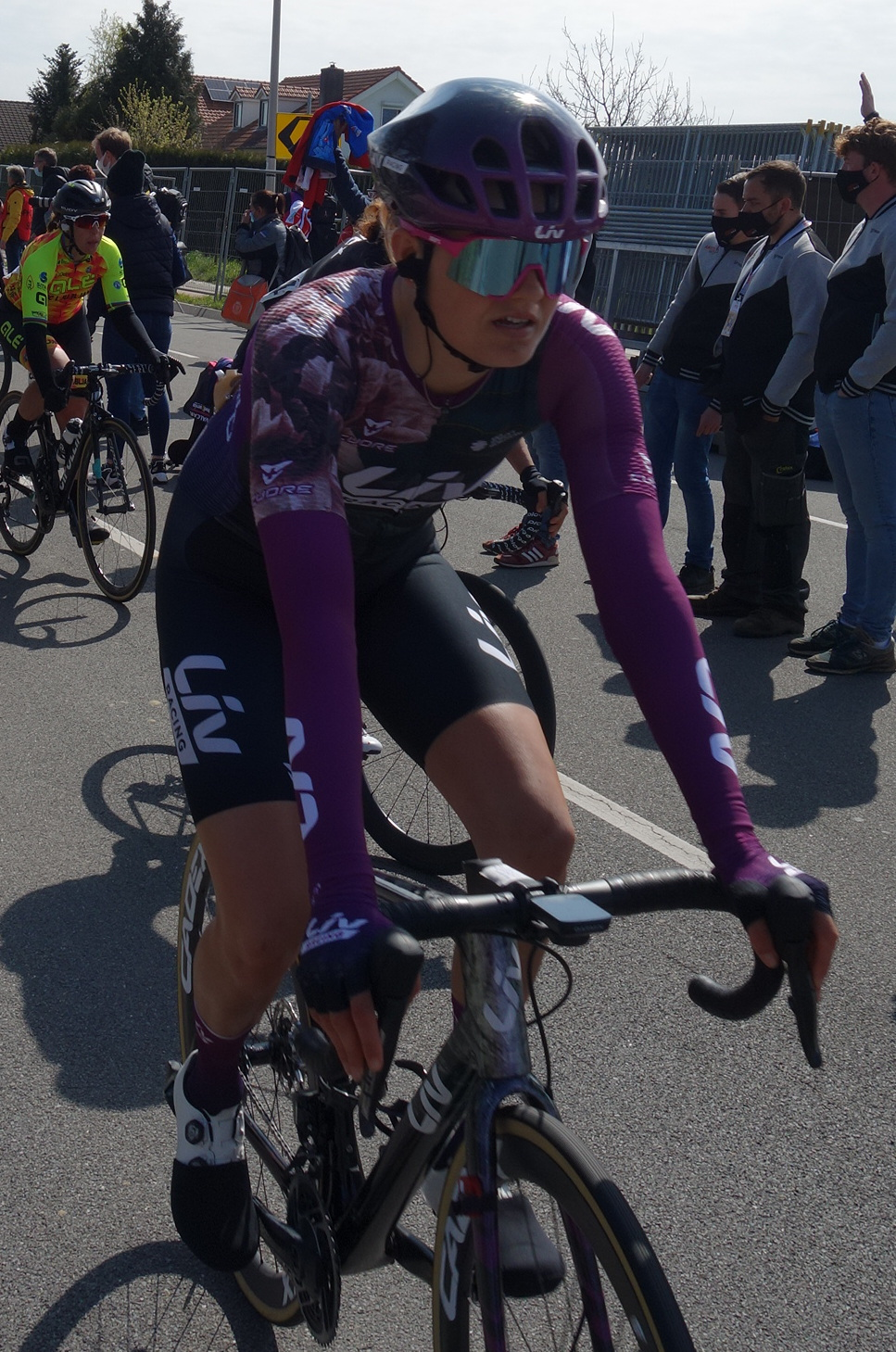
À l'Amstel Gold Race

En août 2021, elle termine dixième du Simac Ladies Tour. Au Tour de l'Ardèche, elle est huitième de la première étape. Le lendemain, elle est dans la bonne échappée et prend plus de cinq minutes au reste du peloton. Sur la troisième étape, elle est sixième du sprint. Sur la septième étape, Lucy Kennedy attaque. Elle est suivie par Lucinda Brand et Jeanne Korevaar. Leur avance maximale est d'une minute cinquante. Dans la dernière montée, Lucinda Brand attaque pour aller s'imposer devant Jeanne Korevaar. Cette dernière est finalement sixième du classement général.
En 2024, elle rejoint l'équipe Liv AlUla Jayco née de la fusion avec son ancienne équipe et la Team Jayco AlUla. À la fin de la saison 2024, elle remporte le classement de la montagne du Simac Ladies Tour.

## Palmarès sur route

### Palmarès par années
- 2013
  - 10e du championnat du monde sur route juniors
- 2014
  - 7e du championnat du monde sur route juniors
- 2018
  - 2e étape du Tour de Belgique
  - 8e des Trois Jours de La Panne
- 2021
  - 10e du Simac Ladies Tour

### Résultats sur les grands tours

#### Tour d'Italie
3 participations
- 2018 : 57e
- 2019 : 56e
- 2021 : 43e

#### Tour de France
4 participations :
- 2022 : 31e
- 2023 : 101e
- 2024 : 103e
- 2025 : 109e

#### Tour d'Espagne
1 participation
- 2025 : 67e

### Classements mondiaux
| Année                                 | 2015 | 2016 | 2017 | 2018 | 2019 | 2020 | 2021 | 2022 | 2023 | 2024 |
| ------------------------------------- | ---- | ---- | ---- | ---- | ---- | ---- | ---- | ---- | ---- | ---- |
| Classement UCI                        | 329e | 243e | 166e | 81e  | 185e | 252e | 86e  | 168e | 781e | 552e |
| UCI World Tour                        |      | 160e | 119e | 64e  | 104e | 82e  | 60e  | 105e | 260e | 189e |
|                                       |      |      |      |      |      |      |      |      |      |      |
| Légende : nc = non classéSource : UCI |      |      |      |      |      |      |      |      |      |      |